# Bhaktī

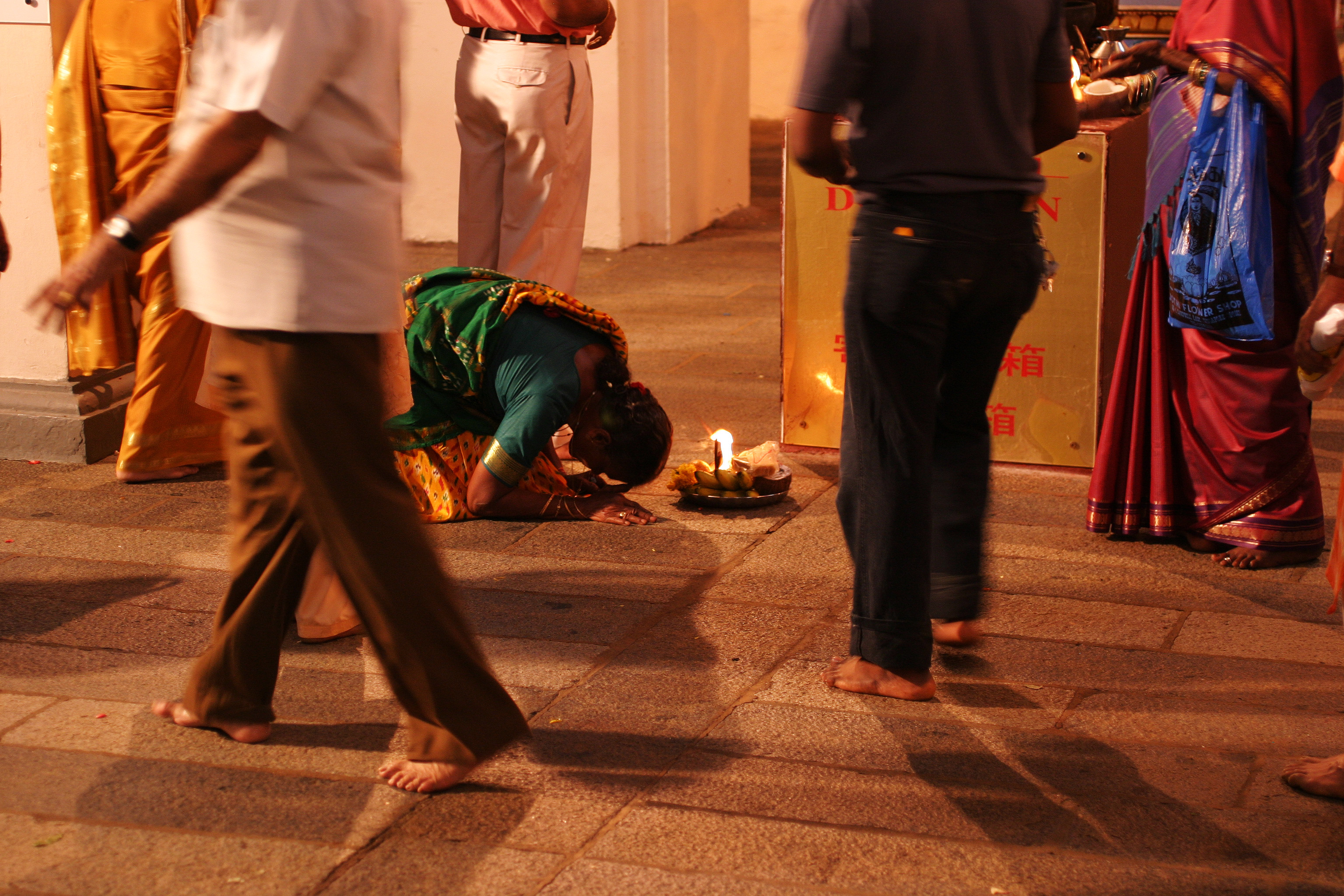
Devota si prostra durante il rito devozionale alla Dea Madre, tempio hindu Sri Mariamman, Singapore

Bhaktī (in sanscrito भक्ति) nell'India indica l'aspetto devozionale della fede in una divinità personale o anche un maestro spirituale, caratterizzato spesso da una partecipazione emotiva intensa e totalizzante. "La via della bhakti" (bhaktimarga o anche Bhakti Yoga) è, in molte di queste tradizioni, uno dei mezzi per ottenere la liberazione (mokṣa).

## Aspetti etimologici
La radice del termine bhakti è bhaj, dai molteplici significati, quali ad esempio: distribuire, dividere, donare, possedere, praticare, coltivare, adorare, amare.
Dalla medesima radice abbiamo il termine bhajan, indicante una generica canzone devozionale in uso presso diverse tradizioni dell'induismo.

## Storia dei movimenti devozionali

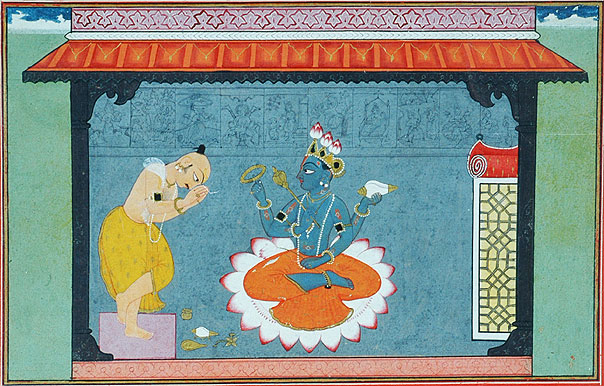
Il poeta Jayadeva si inchina a Vishnu, dipinto del XVIII sec.

I primi movimenti devozionali, così come oggi intesi, trovarono affermazione nell'India del sud, presso le correnti religiose dei Nāyaṉār shivaiti e degli Āl̥vār vishnuiti non prima del VI-VII secolo e.v.
Il termine, bhakti, sembra però già fare la sua apparsa in una Upaniṣad del periodo medio, la Śvetāśvatara Upaniṣad (IV-II secolo a.e.v):
tasyaite kathitā hy arthāḥ prakāśante mahātmanaḥ prakāśante mahātmanaḥ»
(Śvetāśvatara Upaniṣad, VI, 23; citato Upaniṣad antiche e medie, a cura e traduzione di Pio Filippani-Ronconi, riveduta a cura di Antonella Serena Comba, Universale Bollati Boringhieri, Torino, 2007.)
L'accademico britannico Gavin Flood ipotizza che, comparendo il termine proprio nell'ultima strofa, possa però trattarsi di un'interpolazione successiva. Flood prosegue mettendo in evidenza che comunque il testo presenta più passi nei quali è possibile cogliere il ruolo della bhakti, anche se il termine non è espressamente utilizzato.
È però presso la cultura tamil che la bhakti (in lingua tamil: பக்தி) si sviluppa da semplice concetto a movimento religioso vero e proprio. A contribuirvi in maniera decisiva sono la tradizione della poesia amorosa (già delineata in India meridionale nei primi secoli e.v.) e il culto popolare di Murukaṉ, divinità dell'amore e della guerra al contempo. Nei culti del Tamil Nadu sussistevano elementi che si ritrovano anche nel culto del dio greco Dioniso: a officiare le cerimonie erano sacerdotesse che venivano "possedute" dal dio e danzavano in estasi. Nelle epoche successive Murukaṉ finì per essere assimilato a Skanda, figlio di Shiva nella mitologia.
All'incirca nel III secolo la figura del dio Krishna comincia a diffondersi nell'India del Sud, incontrando questi movimenti devozionali col risultato di un allargamento e accrescimento della devozione quale movimento di larga diffusione che avrebbe poi influenzato anche l'India del Nord. Siamo nel VII secolo circa, e la devozione trova espressione letteraria nella poesia dei Nāyaṉār, tradizione poetico-religiosa shivaita, e soprattutto nei canti devozionali degli Āl̥vār, tradizione vishnuita. Così si esprime il poeta e musico tamil Appar (VII sec.):
(Appar; citato in Louis Renou, L'induismo, traduzione di Luciana Meazza, Xenia, 1993, p. 60)
Il Bhāgavata Purāṇa (X secolo ca.), testo fondamentale del vaishnavismo, scritto in sanscrito ma composto nell'India meridionale, è stato molto influenzato dalla letteratura devozionale, e a sua volta finì per influenzare la letteratura sanscrita devozionale dell'India del Nord, soprattutto nel Bengala.
Ed è proprio nei Purāṇa, testi di carattere mitologico, cosmologico e celebrativo composti in un arco di tempo che va dai primi secoli dell'era attuale fino all'epoca moderna, che la bhakti trova la sua espressione letteraria compiuta. L'indologa francese Madeleine Biardeau ha definito i Purāṇa «l'universo della bhakti», nel senso che il teismo successivo al periodo brahmanico è qui evidenziato e "narrato" soprattutto nel suo aspetto devozionale. Shiva, Visnù e le Devī sono le divinità principali cui è rivolta questa devozione.
La bhakti era altresì presente nelle tradizioni tantriche dell'India del Nord, non come movimento o cammino come successivamente inteso, ma come elemento del culto in generale. Nella letteratura relativa un esempio di devozione fra i più remoti è quello del filosofo e mistico kashmiro Utpaladeva (X secolo) coi suoi Inni a Shiva (Śivastotrāvalī). Così riassume l'indologo francese André Padoux:
(André Padoux, Tantra, traduzione di Carmela Mastrangelo, a cura di Raffaele Torella, Einaudi, 2011, p. 181)
Ma il testo più noto e determinante per l'affermazione della bhakti è la Bhagavadgītā ("Il canto del Signore"), poemetto estratto dalla grande epopea del Mahābhārata. Nel discorso che il dio Krishna fa al condottiero Arjuna prima della battaglia di Kurukshetra, Egli elenca le varie strade della liberazione ponendo l'accento sulla bhakti:
(Bhagavadgītā XVIII, 68-69; a cura di Anne-Marie Esnoul, traduzione di Bianca Candian, Adelphi, 2011, p. 172)
Successivamente, Rāmānuja  (1017–1137), Jayadeva (XI-XII secolo), Vallabhadeva (XV secolo), Rūpa Gosvāmin, Jīva Gosvāmin (morti entrambi nel 1591) e Jagannātha Paṇḍitarāja (1590 circa-1665 circa) sono fra i più noti pensatori che espressero, anche in forma poetica, i contenuti e gli obiettivi della bhakti.

## Labhaktie le sue espressioni

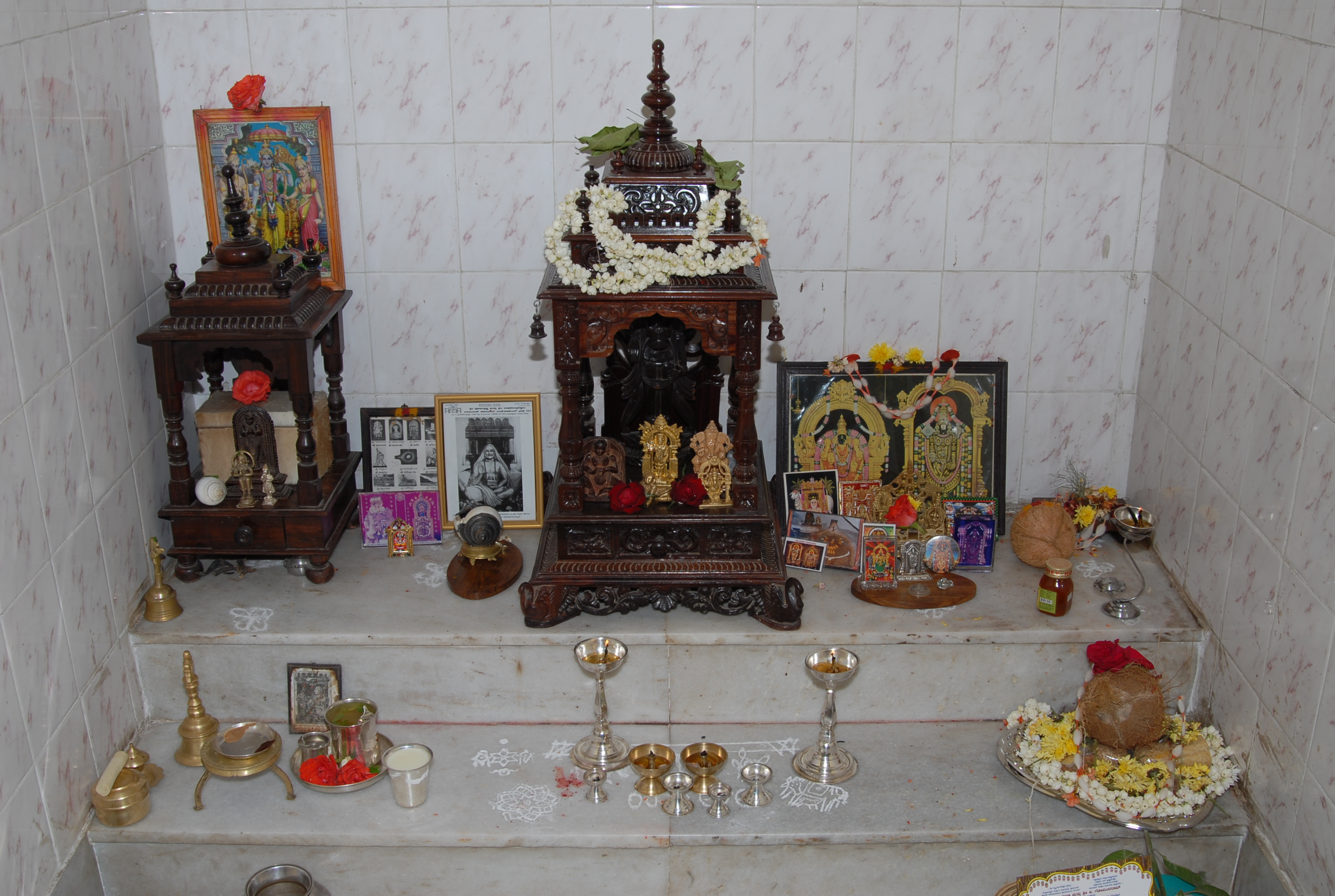
Altare domestico per l'esecuzione della pūjā, cerimonia di adorazione di una divinità

Così lo storico delle religioni francese Louis Renou definisce la bhakti:
(Louis Renou, L'induismo, traduzione di Luciana Meazza, Xenia, 1993, pp. 59-60)
L'accademico Gavin Flood mette l'accento sulla differenza con le altre strade della liberazione: la bhakti ha sempre privilegiato la sfera emotiva rispetto a quella della conoscenza (jñāna). Alla ricerca di un brahman trascendente e astratto, la bhakti preferisce una rappresentazione personale del divino, la venerazione e l'adorazione, sia nelle forme rituali che mistiche. La bhakti è un'esperienza molto personale, per cui non poche tradizioni finiscono per rifiutare il culto templare e i movimenti istituzionalizzati.
Il mistico indiano Swami Vivekananda (1863 – 1902) mette in evidenza il fatto che la bhakti è amore puro per Dio, non condizionato cioè all'ottenimento di una ricompensa, in questa vita o dopo la morte: la bhakti non è chiedere a Dio qualcosa, ma donarsi partecipando il divino in ogni attività del quotidiano.
Il Bhāgavata Purāṇa, di cui si è già accennato, classifica nove forme di espressione della bhakti: śravaṇa, l'ascolto dei nomi e delle gesta di Dio; kīrtana, il canto degli stessi; smaraṇa, la ripetizione mormorata o mentale degli stessi; pāda-sevana, l'asservimento ai piedi di Dio; archana, la pratica cultuale, espressa a sua volta in sedici componenti (ṣoḍaśopacāra); vandana, la reverenza; dāsya, la sottomissione; sakhya, il rapporto amichevole; ātma-nivedana, l'offerta totale di sé stessi a Dio.
Il Bhakti Sūtra di Nārada (XII sec.) identifica quattro forme di espressione della bhakti verso Krishna, forme basate sui differenti tipi di relazione che il devoto può assumere: compagno, schiavo, genitore, consorte.
Una delle più conosciute forme della bhakti in occidente è quella proposta dal movimento Hare Krishna e dai movimenti Gaudiya Vaisnava in genere: il coinvolgimento emotivo tra devoto e Dio è del tutto personale, intimo, ed escludente qualsiasi forma d'intermediazione sacerdotale: è espressione amorosa che si trasmette reciprocamente tra uomo e Dio. Gli Hare Krishna si rifanno agli insegnamenti espressi nella Bhagavadgītā.